# Salzgitter-Bad (stacja kolejowa)
Salzgitter-Bad (niem. Bahnhof Salzgitter-Bad) – stacja kolejowa w Salzgitter, w kraju związkowym Dolna Saksonia, w Niemczech, w dzielnicy Salzgitter-Bad. Według DB Station&Service ma kategorię 6.

## Linie kolejowe
- Linia Braunschweig – Derneburg
- Linia Börßum – Kreiensen

## Połączenia
| Linia | Trasa                                                                     | Takt     | Przewoźnik kolejowy |
| ----- | ------------------------------------------------------------------------- | -------- | ------------------- |
| RB 46 | Herzberg – Seesen – Salzgitter-Ringelheim – Salzgitter-Bad – Braunschweig | godzinny | DB Regio Nord       |